# Eddie Murphy
Eddie Murphy, född Edward Regan Murphy den 3 april 1961 i Brooklyn i New York, är en amerikansk komiker, skådespelare, författare, producent och sångare.

## Karriär
Murphy var tidigare en av TV-programmet Saturday Night Lives stora stjärnor. Han har haft en karriär som ståuppkomiker och showerna Delirious (1983) och Raw (1987) visar upp hans repertoar från hans tid som ståuppkomiker. På senare tid har Murphy tagit avstånd från den fräna komik han uppträdde med under perioden för Delirious och Raw.
Han är även en framgångsrik imitatör, med Michael Jackson, James Brown, Teddy Pendergrass, Stevie Wonder och Elvis på repertoaren. Murphy var även skaparen bakom den leranimerade TV-serien PJs från tidigt 2000-tal. Han har även spelat in en del musik på 1980-talet, mest känd är "Party All the Time". Murphy är känd för att spela flera roller samtidigt i en del av sina filmer (till exempel En prins i New York (1988)), i smink och "fat suits" som gör honom svårigenkännlig.

## Familj
Murphy är yngre bror till skådespelaren Charlie Murphy. Eddie Murphy var tidigare gift med Nicole Mitchell, med vilken han har fem barn. Han har ytterligare fyra barn med tre olika kvinnor. Bland annat ryktades det länge att han var far till Melanie Browns (även känd som Mel B från Spice Girls) dotter Angel. I början av augusti 2007 erkände han faderskapet efter att ett DNA-test visat att han var far till barnet.

## Filmografi
| År        | Titel                                         | Info              |
| --------- | --------------------------------------------- | ----------------- |
| 1980–1984 | Saturday Night Live                           | TV-serie          |
| 1982      | 48 Timmar                                     |                   |
| 1983      | Ombytta roller                                |                   |
| 1983      | Eddie Murphy Delirious                        |                   |
| 1984      | Det perfekta vapnet                           |                   |
| 1984      | Snuten i Hollywood                            |                   |
| 1986      | The Golden Child                              |                   |
| 1987      | Snuten i Hollywood II                         |                   |
| 1987      | Eddie Murphy Raw                              |                   |
| 1988      | En prins i New York                           |                   |
| 1989      | Harlem Nights                                 |                   |
| 1990      | 48 timmar igen                                |                   |
| 1992      | Boomerang                                     |                   |
| 1992      | Varning Washington                            |                   |
| 1994      | Snuten i Hollywood III                        |                   |
| 1995      | En vampyr i Brooklyn                          | Även producent    |
| 1996      | Den galna professorn                          |                   |
| 1998      | Metro                                         |                   |
| 1998      | Dr. Dolittle                                  |                   |
| 1998      | Mulan                                         |                   |
| 1999      | Life                                          |                   |
| 1999      | Knubbigt regn                                 |                   |
| 2000      | Den galna professorn 2 - Klumps               |                   |
| 2001      | Dr. Dolittle 2                                |                   |
| 2001      | Shrek                                         |                   |
| 2002      | Pluto Nash                                    |                   |
| 2002      | I Spy                                         |                   |
| 2002      | Showtime                                      |                   |
| 2003      | Dagispapporna                                 |                   |
| 2003      | Spökhuset                                     |                   |
| 2004      | Shrek 2                                       |                   |
| 2006      | Dreamgirls                                    |                   |
| 2007      | Norbit                                        | Även producent    |
| 2007      | Shrek den tredje                              |                   |
| 2008      | Ett UFO i New York                            |                   |
| 2008      | Imagine That                                  |                   |
| 2010      | Shrek - Nu och för alltid                     |                   |
| 2011      | Tower Heist                                   | Även producent    |
| 2012      | A Thousand Words                              |                   |
| 2012      | Shrek's Thrilling Tales                       | Kortfilm          |
| 2015      | Saturday Night Live: 40th Anniversary Special | Gäst i TV special |
| 2016      | Mr. Church                                    |                   |
| 2019      | Dolemite Is My Name                           |                   |
| 2021      | En prins i New York 2                         |                   |
| 2024      | Snuten i Hollywood: Axel F                    | Även producent    |
| 2026      | Shrek 5                                       |                   |